# Карлова, Ольга Анатольевна
О́льга Анато́льевна Ка́рлова (род. 14 мая 1957 года, Абакан, Хакасская АО, Красноярский край, СССР) — советский и российский государственный деятель, философ, литературовед, журналист.
Кандидат филологических наук (1990), доктор философских наук (2001), профессор. Одна из авторов Енисейского энциклопедического словаря (1997) по разделам литературы и литературной критики XX века.
В 2008—2012 годах — заместитель губернатора Красноярского края — заместитель председателя Правительства Красноярского края.
Ректор Красноярского государственного педагогического университета имени В. П. Астафьева с 11 июня 2013 года по 11 марта 2014.
С 22 декабря 2014 года по 27 июня 2016 года — заместитель главы города Красноярска по социальным вопросам (молодёжная политика, социальная защита населения, образование, спорт, культура).

## Биография и трудовая деятельность
Родилась 14 мая 1957 года в Абакане в семье писателя и журналиста А. И. Чмыхало. Старший брат — филолог Б. А. Чмыхало.
В 1978 году окончила Красноярский государственный педагогический институт по специальности «Философия». После окончания работала на должности инструктора отдела пропаганды и агитации, а также заведующей информационно-методическим центром Центрального РК ВЛКСМ города Красноярска.
С 1981 по 1987 — инструктор отдела комсомольских организаций, заведующая лекторской группой отдела пропаганды и культурно-массовой работы Красноярского краевого комитета ВЛКСМ, заведующая отделом комсомольской жизни, заместитель редактора газеты «Красноярский комсомолец».
С 1987 по 1990 год — аспирант Академии общественных наук при ЦК КПСС.
В 1990 году в Академии общественных наук при ЦК КПСС под научным руководством кандидата педагогических наук А. Н. Чирвы защитила диссертацию на соискание учёной степени кандидата филологических наук по теме «Советская литература и гуманистическая концепция современности» (Специальность 10.01.02 — Литература народов СССР / советского периода) Официальными оппонентами выступали доктор филологических наук, профессор В. И. Воронов и кандидат филологических наук В. В. Дементьев.
С 1990 по 1995 год — старший преподаватель, доцент (с 1993 года), заведующая кафедрой эстетического образования Красноярского государственного университета.
В 1995 году — проректор по международным и межвузовским связям Красноярского государственного института искусств.
С 1995 по 1997 год — помощник директора по связям со СМИ и рекламе Красноярского филиала АКБ «Столичный банк сбережений».
С 1997 по 1999 год — начальник управления информации и связей с общественностью Администрации города Красноярска.
С 1999 по 2000 год — доцент и заведующая кафедрой теории и истории культуры, и. о. декана факультета искусствоведения и культурологии Красноярского государственного университета.
С 2000 по 2003 год — директор — главный редактор муниципального унитарного предприятия «Редакция газеты „Городские новости“».
В 2001 году в Сибирской государственной аэрокосмической академии имени академика М. Ф. Решетнёва защитила диссертацию на соискание учёной степени доктора философских наук по теме «Миф и мифологическое сознание: Гносеологические и онтологические основания». (Специальность 09.00.01. — Онтология и теория познания); научный консультант — В. И. Жуковский.
С 2003 года — профессор кафедры теории культуры и социально-культурной деятельности Красноярского государственного университета.
С 2003 по 2004 год — директор по корпоративной политике, связям с общественностью и СМИ Центрального аппарата, директор по корпоративной политике и персоналу ОАО АКБ «Росбанк».
С октября 2004 года по июль 2008 года — советник губернатора, затем заместитель губернатора Красноярского края А. Г. Хлопонина.
С июля 2008 года — заместитель губернатора Красноярского края — заместитель председателя Правительства Красноярского края по социальным вопросам.
С января 2010 года — исполняющая обязанности заместителя Губернатора Красноярского края — заместителя председателя Правительства Красноярского края.
С марта 2010 года по август 2012 года — заместитель губернатора Красноярского края — заместитель председателя Правительства Красноярского края. Занималась на этом посту информационной политикой, разработкой краевых программ в области поддержки семьи и детей, а также проведением противоэпидемических мероприятий.
С 22 августа 2012 года по 11 июня 2013 года — исполняющая обязанности ректора Красноярского государственного педагогического университета имени В. П. Астафьева. Вхождение в должность было связано со скандалом, возникшим по причине нечестной борьбы и с нарушением законодательства.
С 11 июня 2013 года по 11 марта 2014 года — ректор Красноярского государственного педагогического университета имени В. П. Астафьева. Покинула свой пост в начале марта 2014 года. Официальной причиной её ухода было названо состояние здоровья. В начале апреля в Минобрнауки согласовали её увольнение и официально назначили исполняющим обязанности ректора Валерия Ковалевского. Приказ вступил в силу 5 апреля 2014 года.
С апреля 2014 года — глава Фонда развития Сибири.
С 22 декабря 2014 года по 27 июня 2016 года — заместитель главы города Красноярска по социальным вопросам (молодёжная политика, социальная защита населения, образование, спорт, культура).
В 2012–2014 годах — председатель Учёного совета, главный редактор «Вестника КГПУ». Член редакционной коллегии научного журнала «Северные архивы и экспедиции».
Член-корреспондент Муниципальной академии Российской Федерации; член-корреспондент Петровской Академии наук и искусств.
Член объединённого диссертационного совета Д 999.029.02 Сибирского федерального университета и Тувинского государственного университета. Член диссертационного совета Д 212.099.17 при Сибирском федеральном университете.

## Научные труды

### Диссертации
- Карлова О. А. Советская литература и гуманистическая концепция современности / автореферат дис. ... кандидата филологических наук : 10.01.02. — М.: Академия общественных наук при ЦК КПСС, 1990. — 23 с.
- Карлова О. А. Миф и мифологическое сознание: гносеологические и онтологические основания / автореферат дис. ... доктора философских наук : 09.00.01. — Красноярск: Сиб. аэрокосм. акад. им. акад. М. Ф. Решетнёва, 2001. — 42 с.

### Монографии
- Карлова О. А. Человек и мифы в советской литературе. — Красноярск: КрасГУ, 1993. — 86 с.
- Карлова О. А., Солнцев Р. Х., Чмыхало Б. А. Красноярский материк. — Красноярск: Гротеск, 1998. — 584 с.
- Карлова О. А. Mipnos sapiens —  миф разумный. — Красноярск, М.: КрасГУ, Академия поэзии, 2001. — 208 с. — ISBN 5-7071-0269-8.

### Тезисы на международных конференциях
- Карлова О. А. Духовно-культурные константы развития Сибири. // Сибирь в XXI веке: альтернативы и прогнозы развития. — Красноярск:КрасГУ, 2003.

### Статьи
на русском языке
- Карлова О. А. Современные проблемы гуманизма в историко-литературной перспективе // Художественная культура в процессе перестройки общественного сознания. — М.: АОН при ЦК КПСС, 1989.
- Карлова О. А. Некоторые проблемы социалистического гуманизма в региональной критике на рубеже 50-60 годов // Критика и критики в литературном процессе Сибири. XIX-XX вв.. — Новосибирск: Наука. Сиб. отд-е.
- Карлова О. А. Мифоимя, мифометафора, мифообраз в структуре общественного сознания // Вестник Красноярского государственного университета. Гуманитарные науки. — Красноярск: КрасГУ, 2002. — Вып. 1. — С. 20 — 24.
- Карлова О. А. Философы спорят: к проблеме рационализма мифа // Сб науч. тр. «Личность, творчество, современность». — Красноярск: Сибирский юридический институт МВД, 2003. — Вып. 6. — С. 28 — 45.
- Карлова О. А. Методологические основания актуальной теории мифа // Вестник Красноярского государственного университета. Гуманитарные науки. — Красноярск: КрасГУ, 2004. — Вып. 4. — С. 14 — 16.
- Карлова О. А. Мифология, наука, искусство: феноменология тайны // Теория и история. — 2003. — № 3. — С. 114 — 124.
- Карлова О. А. Публичная политика местных органов власти: мифы, диалог, организационный механизм осуществления // Пресс-служба. — 2004. — № 1. — С. 61 — 75.
- Карлова О. А. Рацио и логос русского любомудрия // Сб науч. тр. «Личность, творчество, современность». — Красноярск: Сибирский юридический институт МВД, 2004. — Вып. 7. — С. 32 — 39.
- Карлова О. А. Маятник бытия // Теория и история. — № 1. — С. 142 — 147.
- Карлова О. А. Творение апокрифов: художник и великие социальные мифы // Вестник Красноярского государственного университета. Гуманитарные науки. — Красноярск: КрасГУ, 2005. — Вып. 3. — С. 33 — 39.
- Карлова О. А. Уроки квазиистории: целостность России как проблема смыслопостроения // Сб науч. тр. «Личность, творчество, современность». — Красноярск: Сибирский юридический институт МВД, 2005. — Вып. 8. — С. 9 — 21.

на других языках
- Karlova O. А., Kevbrin E. S. Luxury Brands as a Dominant Visual Sign for the Middle Class in Russia = Бренды товаров роскоши в качестве визуальных знаков среднего класса в России // Journal of Siberian Federal University. Humanities & Social Sciences. — 2011. — Т. 4, № 11. — P. 1599-1611.
- Karlova O. А. “The Man of Screen”: Dream Architecture and Patterns of the Future = «Человек экрана»: архитектура грез и шаблоны будущего // Journal of Siberian Federal University. Humanities & Social Sciences. — 2015. — Т. 8, № 3. — P. 494-506.

## Отзывы
А. В. Усс, председатель Законодательного собрания Красноярского края:

Я уверен, что Ольга Анатольевна Карлова — это достойная кандидатура на должность исполняющего обязанности ректора Красноярского государственного педагогического университета. Во-первых, она, что называется, наша, из Красноярска…. Во-вторых, она ученый. Много лет занималась научной работой, несмотря на управленческую деятельность. В-третьих, имеет большой административный опыт, который, без сомнения, будет востребован на новой должности. И самое главное — я считаю правильным, что в данной неоднозначной ситуации Министерство образования России приняло решение назначить её исполняющей обязанности ректора университета. У Ольги Анатольевны будет время, чтобы показать себя на этой должности, а коллектив университета, в свою очередь, будет оценивать её деятельность на грядущих выборах ректора.
Л. В. Кузнецов, губернатор Красноярского края:

Поэтому в текущем году (2014) мы должны будем настроить наш главный центр подготовки учительских кадров — педагогический университет, Ольга Анатольевна Карлова смогла решить немало важных задач для формирования адекватной программы развития вуза. Новый руководитель, которого нам нужно будет определить в ближайшее время, должен будет стабилизировать работу коллектива и перейти к главному — подготовке педагогов для школы XXI века
.